# Frederik Valdemar Nikolai Beichmann

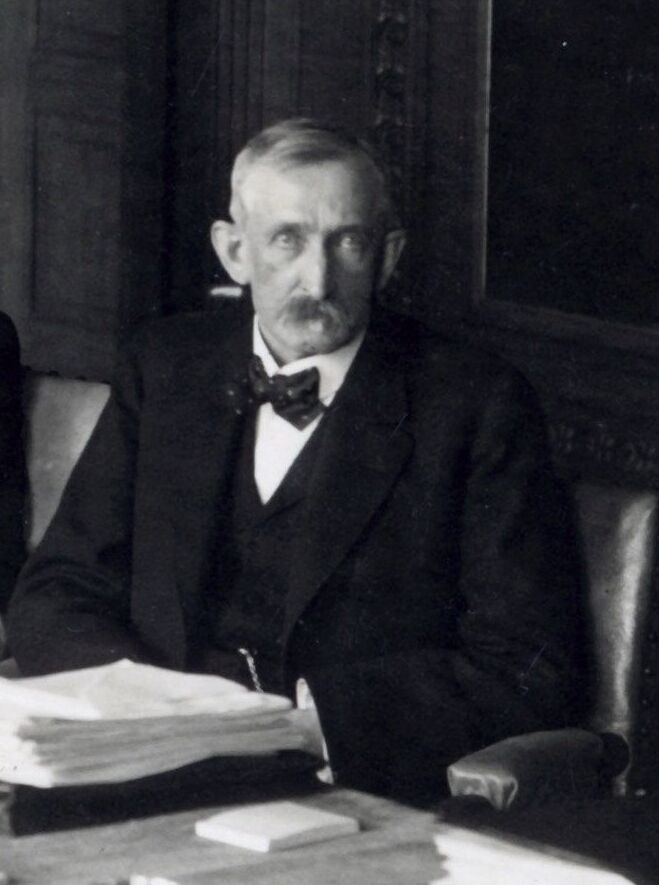
Frederik Beichmann

Frederik Valdemar Nicolai Beichmann (* 3. Januar 1859 in Christiania; † 29. Dezember 1937 in Trondheim) war ein norwegischer Jurist. Er gehörte ab 1921 dem Ständigen Schiedshof an und fungierte von 1922 bis 1930 als Hilfsrichter am Ständigen Internationalen Gerichtshof.

## Leben
Frederik Beichmann wurde 1859 in der Stadt Oslo geboren, die zur damaligen Zeit zu Ehren von König Christian IV. von Dänemark und Norwegenden den Namen Christiania trug. Er absolvierte ein Studium der Rechtswissenschaften an der Universität seiner Heimatstadt, das er 1880 abschloss. Nach weiteren Studien des römischen Rechts in den Jahren 1882/1883 bei Rudolf von Jhering trat er 1883 in den Dienst des norwegischen Justizministeriums ein. 1898 wurde er zum Richter an einem erstinstanzlichen Gericht in Trondheim ernannt, von 1904 bis 1927 war er Präsident des dortigen Appellationsgerichts.
Neben seinem richterlichen Wirken nahm Frederik Beichmann für die norwegische Regierung an verschiedenen internationalen Tagungen teil, so unter anderem nach dem Ende des Ersten Weltkrieges an der Pariser Friedenskonferenz. Er wirkte darüber hinaus auch in verschiedenen Schlichtungskommissionen zur Beilegung internationaler Konflikte und war von 1921 bis 1933 Mitglied des Ständigen Schiedshofs in Den Haag. Von 1922 bis 1930 gehörte er als Hilfsrichter (juge-suppléant) dem Ständigen Internationalen Gerichtshof an.
Frederik Beichmann war von 1885 bis 1999 mit der Autorin und Journalistin Edle Hartmann verheiratet. Er starb 1937 in Trondheim.

## Auszeichnungen
Frederik Beichmann war ab 1899 Ritter und ab 1911 Kommandeur des norwegischen Sankt-Olav-Ordens. 1910 wurde er in das Institut de Droit international aufgenommen, dessen 1922 in Oslo stattfindende 38. Sitzung er als Präsident leitete.

## Werke (Auswahl)
- Om spørgsmaalsstillingen til juryen og hvad dermed staar i forbindelse. Kristiania 1885
- Le pacte de la Societe des Nations dans le traite de Paix de Versailles. Bologna 1920